# 網場
網場（）は、元来河川における木材などの流送物流の際に設けられる貯留設備の事で、浮きを連ねて網を張ったもの。

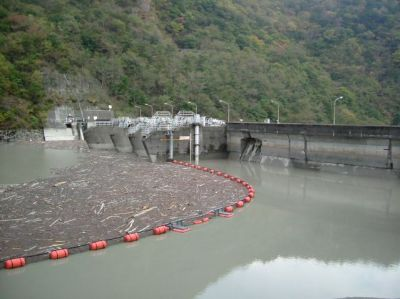
網場に漂着した流木（畑薙第二ダム）

自然流送による物流作業がほとんど無くなった現代では、ダム湖などにおいて取水口付近に設けられる設備を指す。
河川に羽を広げた様な姿から、「網羽」とも言う。

## 概要

### ダムにおける網場
台風などによる出水や、平常時の取水口へ向かって生じる流れは流木や木っ端、ごみなどを引き寄せる。こうした漂着物が取水施設の機能を損なわないよう、ダム管理者の手により取水口の前を網場で囲うことが行われ、漂着物の回収、産業廃棄物として処理することが行われる。
多くのダムではダム上流側（ダム湖側）に設置されているが、揚水発電に利用されるダムでは揚水運転時に取水口側となるダム下流側にも網場が設置される。
網場で囲った区画に出入りできるよう、小型なボートが通れる程度の間隔が一か所ないしは数か所設けられることがある。

### 木材流送における網場
輸送手段が未発達であった昭和20年代まで、山林から伐採された原木の輸送は、近隣河川を利用する木材流送によるものが殆どであった。上流域の水量が少ない場所では堤（堰）を設けて湛水させ、堤を崩して一気に水流と伴に流し出す「堤流」という方法が一般に行われ、こうした堤は下流に向かって幾つも設けられた。この堤を流し網場と呼んだ（本州では鉄砲堰と呼ばれている）。
中流域以降の水量が多い区間では、自然水勢に任せる「散流（管流、ばら流し とも言われた。）」や筏を組んで流す方法が採られたが、散流の場合は陸揚場所で収集するため、川に一重または二重の網を張って流下してきた木材を滞留させるのが一般的であった。この陸揚場所での網場を陸揚網場と呼んだ。
また、筏組みを行う場合や、流送量の調整など、陸揚網場までの途中で一時滞留するための網場を留網場と呼んだ。
網場の構造は、対岸から流れに鋭角の角度をつけて親綱を張り、親綱に浮材を括り付けて上流から流れてくる材を捕捉して手前岸へ引き寄せるようになっている。木材の流送を行う河川の水量は多いため親綱は太く、旧木曽御料林（長野県）の例ではシラクチヅル（サルナシ）で作られた径20cmの綱4本と6cmの鋼索2本で作られたものが使われていた。また浮材も流れてきた材が潜り抜けないよう各地で工夫が施された。